# Municipio de Estabrook
El municipio de Estabrook (en inglés, Estabrook Township) es un municipio del condado de Foster, Dakota del Norte, Estados Unidos. Tiene una población estimada, a mediados de 2022, de 66 habitantes.
Abarca una zona exclusivamente rural.

## Geografía
Está ubicado en las coordenadas 47°32′46″N 99°04′10″O / 47.54611, -99.06944 (47.540686, -99.069439). Según la Oficina del Censo de los Estados Unidos, tiene una superficie total de 92.97 km², de la cual 92.93 km² corresponden a tierra firme y 0.04 km² están cubiertos de agua.

## Demografía
Según el censo de 2020, en ese momento había 58 personas residiendo en la zona. La densidad de población era de 0.6 hab./km². La totalidad de los habitantes eran blancos. No había hispanos o latinos viviendo en la región.